# 劳拉与光之守护者
《劳拉与光之守护者》是由晶体动力开发、史克威尔艾尼克斯发行的一款跨平台动作游戏，2010年8月18日於Xbox 360平台發售，隨後陸續於Windows、PlayStation 3、iOS、Android等平台發售。与前几部关于劳拉的游戏不同，该游戏英文名并未冠以“古墓丽影”的标题，并十分注重合作游戏模式。目前已有单机合作模式，联网合作将于后续的升级补丁中加上。
續作《古墓奇兵：歐西里斯神殿》於2014年12月推出。